# Le cinesi (Manuel García)
Le cinesi (Las chinas) del compositor sevillano Manuel García es una ópera de salón de un solo acto para piano y cuatro cantantes, estrenada en París en 1831. El libreto es del poeta italiano Pietro Metastasio (1698-1782). La obra de García fue estrenada c. 1831, en sesión privada parisina. En 2017 fue recuperada con una producción de la Fundación Juan March y el Teatro de la Zarzuela con la dirección musical del pianista Rubén Fernández Aguirre y la dirección escénica de Bárbara Lluch.
El libreto Le cinesi  de Metastasio ya había sido utilizado por muchos autores.  La primera versión musicada es la del compositor italiano Antonio Caldara representada en 1735. En 1751 se presentó en la residencia real de Aranjuez con modificación del libreto por el propio autor que introdujo un cuarto personaje, Silango, a petición de Farinelli. La música era de Nicola Conforto, músico de la corte de Madrid.

## Argumento
Le cinesi es un cuento que transcurre en China en 1855 durante la dinastía Quing (de 1644 a 1912) en el interior de una casa aristocrática. Está protagonizada por tres jóvenes de la nobleza china que atienden atónitas el relato de Silango, un joven que ha regresado de un viaje por Europa y les descubre las libertades de las que allí gozan las mujeres. Las protagonistas quedan fascinadas (especialmente Sivene y Tangía) por la visita de Silango, hermano de Lisinga, que, tras un viaje, relata  la libertad de la que gozan las europeas en contraposición con la opresión que padecen las mujeres chinas. Las doncellas temen que alguien haya visto entrar a Silango en el gineceo. El joven discute con su hermana y amenaza con marcharse pero finalmente permanece con ellas. Los cuatro personajes discuten entonces qué hacer para matar el aburrimiento  y finalmente deciden interpretar escenas dramáticas de distinto género: trágico, cómico y pastoral.

## Libreto
Mestastasio escribió Le cinesi en 1735 como un “componimento drammatico che introduce ad un ballo”, a modo de entretenimiento para la familia imperial en Viena.  La versión original tenía solo tres personajes: las doncellas chinas Lisinga, Sivene y Tangía, que pasaban el tiempo interpretando escenas teatrales para sí mismas. En el estreno, estos papeles fueron representados por la futura emperatriz María Teresa, que tenía diecisiete años de edad e interpretó el papel de Lisinga; su hermana María Ana, que interpretó a Sivene, y probablemente su antigua institutriz Camilla Fuchs, que interpretaría el rol de Tangía, según opinión de la historiadora de teatro Andrea Sommer-Mathis.

## Le cinesede Manuel García
La creación del sevillano Manuel García Manuel García (1775-1932)  se enmarca en el Cercle Musical de la rue Richelieu (París, 1822), concebido como un centro para la preparación de estudiantes de canto y en el cual se organizaban conciertos. El compositor pasó en Francia los últimos años de su vida dedicándose a la docencia. El compositor preparó cinco óperas de cámara  para piano y cuatro solistas, entre ellas Le cinesi  que alcanzó una mayor difusión.
El musicólogo James Radomski señala sobre el autor y su obra:  “García, liberal, masón, afrancesado, y a la vez amante de la cultura tradicional (española, italiana o francesa), encarnó en su vida, como otros muchos artistas a lo largo de la historia, los contrastes y conflictos del contexto social de su época. Cuando muchos todavía consideraban que el lugar de las mujeres era el hogar, él alentó a sus dos hijas (María Malibrán y Pauline Viardot) a formarse plenamente como artistas independientes”.
La crítica, reseña en el siglo XXI el rastro de la preocupación pedagógica del autor en la obra y la "adaptación con gracia e ironía" del libreto de Mestastasio, muy utilizado en el siglo XVIII, especialmente por la versión de Gluck que se representó ante la emperatriz María Teresa.
La versión de Manuel García fue la última de las 14 óperas documentadas sobre el libreto de Metastasio de 1735.

## Le cinesi, otras versiones musicales
La primera versión musicada es la del compositor italiano Antonio Caldara fue representada en 1735. Se estrenó en los aposentos reales de Viena por la archiduquesa María Teresa, quien pronto se convertiría en la emperatriz María Teresa de Austria, y su hermana María Ana, junto con una dama de la corte. La obra refleja, según la crítica  "la vida en la corte de Viena, donde las archiduquesas debían observar la vida a distancia incluso de sus súbditos más cercanos".
En 1749 en la corte española de Los Borbones se modificó la obra a sugerencia de Farinelli a cargo de las celebraciones reales y la música de la corte de los reyes de España, Fernando VI y Bárbara de Braganza. Farinelli y Metastasio debatieron extensamente sobre esta obra y finalmente el poeta accedió a introducir un cuarto personaje en la  trama: el tenor Silango. Así, finalmente Le cinesi se representó  en la residencia real de Aranjuez el 30 de mayo de 1751, con cuatro personajes: los tres personajes femeninos originales de 1735 y el tenor añadido por Farinelli. La música era del napolitano asentado en España Nicola Conforto, músico de la corte de Madrid.
Apenas dos años después, el alemán Christoph Willibald Gluck compuso  la música para este texto, actualizándolo para España. El 24 de septiembre de 1754, Le cinesi, componimento drammatico de Gluck se estrenó en Viena y  se representó en presencia de la primera protagonista de la ópera, la emperatriz de Austria-Hungría, María Teresa.
En 1757 se estrenó La festa cinese de Luis Misón en 1765 se presentó Le cinesi de Niccolò Jommelli y en 1769  Le cinesi (componimento drammatico che introduce a un ballo) de Davide Perez.

## Recuperada en 2017
La creación de Manuel García fue recuperada en 2017 en una producción de la Fundación Juan March y el Teatro de la Zarzuela con la dirección musical del pianista Rubén Fernández Aguirre y la dirección escénica de Bárbara Lluch quien debutó como directora de escena con esta obra. 
“Lo que narra es un relato lleno de ironía que trata sobre las diferencias raciales y de género, y habla también de las cosas que nos unen y de las que nos separan, de la capacidad que tenemos de convertirnos en otras personas a través de la imaginación, estemos donde estemos y sean cuales sean nuestros sueños”, señala Lluch sobre la obra.
“Trata sobre las máscaras, sobre el velo que uno se pone para ocultar nuestra auténtica personalidad. Al comienzo de la obra, estas tres doncellas parecen casi un mismo tipo de mujer, distante, obediente y sin preocupaciones. Pero gracias al divertimento, al juego, al teatro en definitiva, se van revelando sus sentimientos, como personas llenas de pasión, humor, celos y preocupaciones amorosas”.

### Elenco
En la representación de 2017 formaron parte del el elenco tres sopranos (interpretadas por Marina Monzó como Lisinga,  Cristina Toledo es Sivene y Marifé Nogales en el rol de Tangía) y un tenor (Juan Manuel Zapata en el papel de Silango).